# Paradisaea decora
El ave del paraíso de Goldie (Paradisaea decora) es una especie de ave paseriforme de la familia de las aves del paraíso (Paradisaeidae). Es endémica de las Islas d’Entrecasteaux (Papúa Nueva Guinea), más concretamente de las islas Fergusson y Normanby. Su hábitat son los bosques y selvas entre 300 y 700 metros. No tiene descritas subespecies.

## Cortejo
El macho cuando ve una hembra despliega sus plumas de la cola y hace el baile nupcial delante de la hembra, que ella decide si ese macho es o no acorde a sus exigencias.[cita requerida]